# 上田萬年
上田萬年（日语：／ Ueda Kazutoshi，1867年2月11日—1937年10月26日），是日本語言學家、語言學家、政治家。東京帝國大學名譽教授、國學院大學校長、神宮皇學院帝國學院院長、貴族院議員。曾任日本標準語研究室首任首席教授、東京帝國大學校長、文學院院長。倡議文言一致，是主導現代日本標準語的編制者，部分日本媒體稱之為「日本語之父」。

## 生平
1867年出生於江戶區大久保（現東京都新宿區）的尾張藩的藩國宅邸中，是尾長藩所屬武士上田虎之丞的兒子。德川幕府瓦解後，各藩的武士們紛紛回鄉，上田萬年隨父親到了伊勢國，1870年父親去世，上田萬年從伊勢國前往东京並於當地求學。
東京都立第一中學変則科（現日比谷高中）由於教育令的修改，從第一中學被錄取到了新大學的預備學生。1885年進入帝国大学文学部學習漢学等，1888年畢業於帝國大學文學系（後來的東京帝國文學大學），並在畢業後繼續唸研究所。
1890年以公費留學生的身份前往德意志帝國，主要涉足語言比較學、語音學等領域，在莱比锡和柏林學習。
1895年上田萬年擔任東京帝國大學語言學系教授，作了題名《國語與國家》的演講，在其主張中首先提出日本需要有一套共通的語言，才能徹底解決各地無法溝通的問題。
在擔任東京帝國大學文學院院長後，1919至1926年還擔任神宮工學院（現在的工學院大學）院長，在1926、 1932年至1932年為貴族學院帝國學院成員。
1927年從東京帝國大學（現在的东京大学）退休，之後擔任國學院大學校長至1929年。因直腸癌於1937年逝世。

## 影響
提倡與制定日本標準語
在明治時代以前，在日本範圍內並沒有一種通用的語言，即今天所使用的日本標準語存在，由於各地都使用不同的語言。不僅如此，同一個假名，各地對應的音也不同，這種“言文不一致”的現象導致口語講出的話無法成為書寫語言，在明治維新初期當時日本不得不使用漢字大量翻西洋著作，近似於漢字訓讀體的文體並以此設立出國家制度，英語或羅馬拼音寫作。即使如此，由於各地域日常会話都無法溝通，導致政府施政上許多難解問題，明治時代初期的文部少丞西潟訥說：
「東部跟西部語言不相通，如今可以說陸羽人（陸
奥國，奥羽國人）跟薩隅人（薩摩國・大隅國人）不能溝通；許多奥羽人要跟上國人（關西人）談話時，還是語言不通.......找不到像帝國（日本）這樣，東西不過六百里（當時不包括北海道），卻語言不通的國家」
甚至是在帝國議會開會時，議員之間也發生過因為方言而難以溝通的問題。為了解決諸多問題，陸陸續續提出認為要廢除漢字、假名替代論還有如森有礼主張的和語改用洋語英文，或是和語假名廢止論以及南部義籌在“羅馬字使用論”提出全面書寫羅馬拼音等主張。
1894年上田萬年回到日本後，表示公費留學德國期間對於歐洲諸國有統一的標準語非常有感觸，在明治時代以前，在日本範圍內並沒有一種通用的語言，即今天所使用的現代日語存在，並開始提倡文言一致與創造一套屬於日本人的共同語言。上田萬年認為日本需要有共通的語言，才能徹底解決各地無法溝通的問題。認為標準語為「國民的精神性血液」、說標準語如血液一般無可替代之物，或如生之母般重要。
在上田萬年等學者的推行下，明治政府設立了「国語調查委員会」，受文部省聘任，進行編輯標準語相關調査並致力於編訂日本標準語和假名統一的工作。上田認為東京語作為大日本帝國首府，天皇所都之處，其言語理應成為日本標準語的骨幹，最後以「江戶山手地區（今東京中心一帶）的中流階層武士方言」為基礎，作為日本標準語編寫的基礎。
經過十年的調查、整合、編輯音韻、語彙後完成了日本標準語。1903年出版的國定第二期教科書《尋常小學讀本》成為首批使用這套讀音的教材，是現代日語讀音的基礎。許多現代知曉的日語，比如現在日本人所使用的「おかあさん」（母親）、長音符號等，事實上是明治37年才首次出現成為標準日語的內容。
支持假名統一與言文一致運動
明治维新初期，不同地方，同一個假名會發不同的音，同一假名符號對應都是不同的音，所以出版的書多用只能使用字，支持言文一致運動的上田萬年認為要徹底改掉舊假名正字法的混亂，必須重新編寫假名。他嘗試將在德意志帝國進行的正字法應用於大日本帝国的語言政策。為了端正假名混亂的使用狀況，訂立出規則，規定哪一個音是該存在的，哪個音是配合哪個假名的，將一個假名固定在一個音上，以五個一組，母音的概念，將五個元音定為母音，再搭配不同的音，將固定的假名音符排成一套發音公式，1903年『仮名遣教科書』採用新假名用法“發音公式”。並日本歷史上首度採用長音符號“-”。帝國教育會也開始設立“言文一致會”。1900年上田萬年等的《言語雜誌》採用口語體書寫報導，於大正末年，小說、教科書、報紙等皆採用了口語體，進入昭和時代後，論文、學術專著也改為口語體。
強力推廣日本標準語
在上田萬年的語言規劃中，日本標準語是賦予「真善美諸品德」的價值，國家規定的標準語就是母親的語言，必須做到讓任何人出生後即能在日常生活中使用有教養富含日本精神的標準語，標準語是被視為日本的「精神性血液」，「帝室的藩籬」、「慈母之愛」。。在此倡議下推行《國語教授法指針》，所有公家機關全部改用標準語書寫。然而，上田認為遠遠不足，為了要實現日本富國強軍進化為一個文明國家的願景，必須達成「無論千島之際、沖繩之端」，帝國版圖皆一種語言、一種習俗才是達到盡善盡美的文明國家。為了達成「書同文，言同語，語同音」的至高的目的，上田繼續展開「整建國語」等主張，發起推廣日本標準語運動。在上田萬年等人的推動下，大日本帝國政府于大正3年（1913年）正式公佈了以東京山手語為基礎的《口語法》，大正6年（1916年）發佈方言取締令，並以國家之力，發動“標準語力行運動”、“國語運動”、“方言撲滅運動”等政策推廣日本標準語。
上田萬年及其學生在日本政府內主導的政策與語言規劃，在二戰後日本教育方面仍然忠實地發揮主導作用，完全改變了日本列島上的語言發展，耗時50年以上，最終將原本言語不通的日本諸列島，改變成為現在單一言語為主的社會
日本語言學者長田俊樹從语言学界外部的角度來看，批評上田萬年對語言學缺乏理解和對語言本身的研究缺乏實質性，他引用其學生保科孝一的觀察說：「上田是『一個學者政治家和政治學者』」。

## 外部連結
- 上田万年年譜 （页面存档备份，存于）
- 上田 萬年 （页面存档备份，存于） - 公益財団法人 東洋文庫
- 谷中・桜木・上野公園裏路地ツアー　上田萬年／上田万年 （页面存档备份，存于）